# چیویتاوکیا
شهر چیویتاوکیا (به ایتالیایی: Civitavecchia) با جمعیت ۵۱٬۹۲۵ نفر در ناحیه لاتزیو در کشور ایتالیا واقع شده‌است.